# Архангельський Андрій Дмитрович
Андрі́й Дми́трович Арха́нгельський (8 грудня 1879 — †16 червня 1940) — російський радянський геолог, академік АН СРСР.
Закінчив Московський університет у 1904; з 1934 — директор Геологічного інституту АН СРСР.

## Праці
Автор ґрунтовних праць з геології СРСР. Архангельський провадив геологічні роботи в багатьох районах країни, в тому числі на пн.-зх. окраїні Донбасу, на Чернігівщині і Керченському п-ові. Детально розробив стратиграфію верхньої крейди Руської платформи.
Архангельський — творець порівняльної літології, на підставі якої з'ясував історію розвитку Чорного моря, геологічну будову його дна, а також розробив оригінальні теорії походження нафти і бокситів, що сприяли успішним розшукам родовищ цих копалин, в тому числі і в Україні.

## Відзнаки і нагороди
Премія ім. В. І. Леніна, 1928.